# 氣旋埃姆納蒂
強烈熱帶氣旋埃姆納蒂（英語：Intense Tropical Cyclone Emnati）是2021－2022年西南印度洋熱帶氣旋季的第5場風暴、第2場熱帶氣旋，也是第二個達到強烈熱帶氣旋等級的氣旋。
氣旋埃姆納蒂由2022年2月15日首次發現的擾動天氣帶形成。它繼續向西，並在一天后被命名之前穩步加強。由於目前乾燥的空氣和風切變，風暴難以顯著增強，後來成為一級熱帶氣旋。在它離開不利因素後，風暴在幾天內迅速增強為四級熱帶氣旋，在其環流周圍形成了一個小風眼。恩納蒂隨後經歷了漫長的眼牆更換週期，隨著風暴靠近馬達加斯加，這大大削弱了風暴的強度。最終，它在登陸該國之前減弱為一級熱帶氣旋。

## 氣象歴史
2月15日，留尼旺氣象部把集結在南緯15度，東經74度的96S評為熱帶擾動，給予編號05。
2月16日晚間6時，留尼旺氣象部將其升格為熱帶性低氣壓。
2月17日上午6時，聯合颱風警報中心將其升格為熱帶風暴，給予熱帶氣旋編號13S。上午8時，留尼旺氣象部將其升格為中度熱帶風暴，並由模里西斯氣象局命名為埃姆納蒂(Emnati)。
2月20日凌晨3時，聯合颱風警報中心將其升格為二級熱帶氣旋。上午9時，聯合颱風警報中心將其升格為三級熱帶氣旋。晚間8時，留尼旺氣象部直接將其升格為強烈熱帶氣旋。晚間9時，聯合颱風警報中心將其升格為四級熱帶氣旋。
2月21日凌晨3時，聯合颱風警報中心將其降格為三級熱帶氣旋。上午11時，留尼旺氣象部將其降格為熱帶氣旋。
2月22日上午9時，聯合颱風警報中心將其降格為二級熱帶氣旋。晚間9時，聯合颱風警報中心將其降格為一級熱帶氣旋。
2月23日上午8時，埃姆納蒂登陸馬達加斯加，留尼旺氣象部判定其已轉變為陸上低壓。
2月24日，聯合颱風警報中心發布最終警告。同時，留尼旺氣象部再度判定其已轉變為後熱帶氣旋。

## 影響

### 留尼旺
大雨導致沿海多處洪水氾濫。

### 馬達加斯加

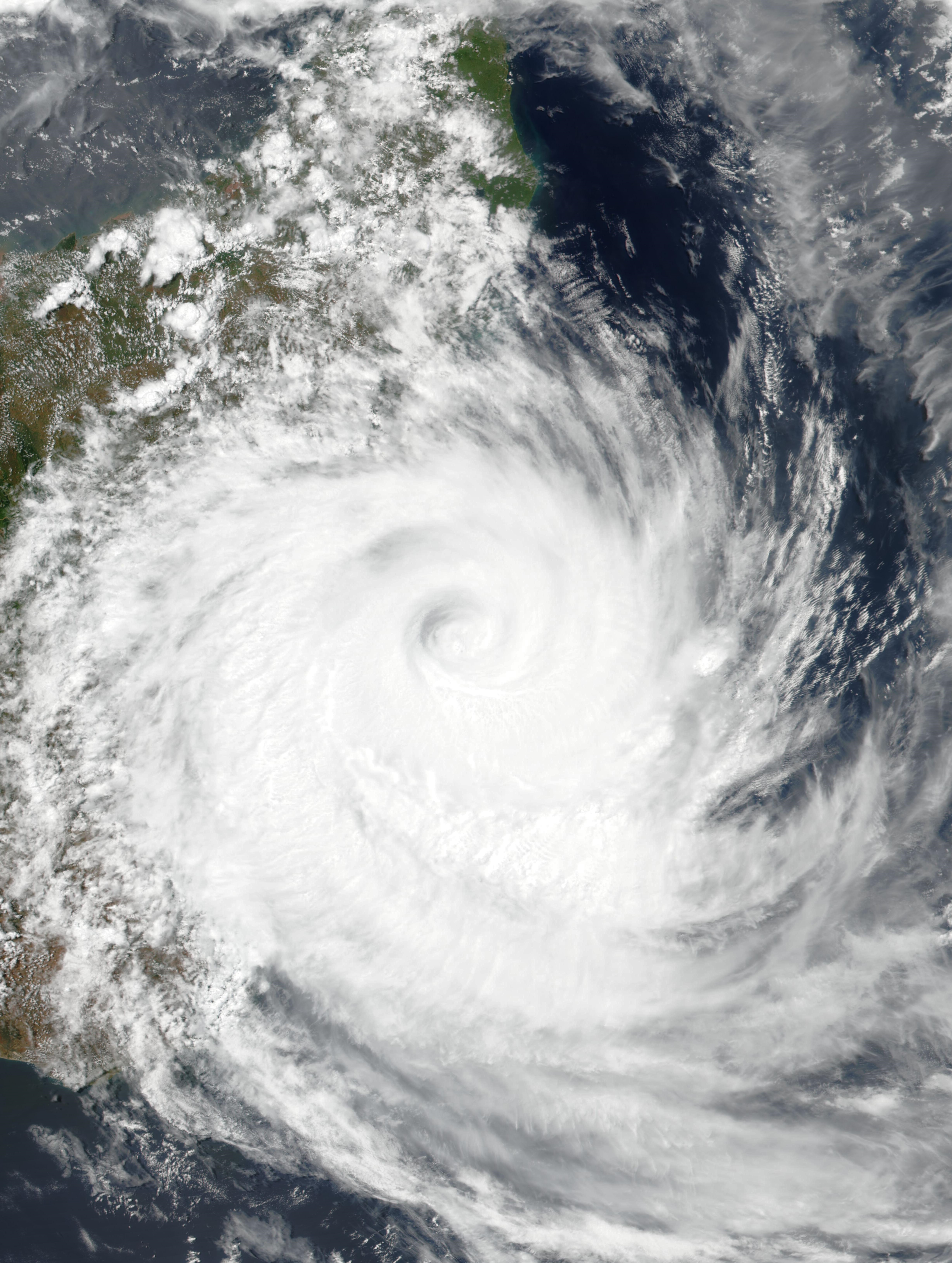
逐漸逼近馬達加斯加的埃姆納蒂(Emnati)

埃姆納蒂於 2 月 22 日午夜在該國登陸，風速為每小時135公里。登陸後，在一個未指明的城市，官員和目擊者報告了房屋和建築物的廣泛破壞。沒有立即的傷亡報告。 房屋被淹，據說房屋的屋頂被撕掉了。幾個社區的電和水也被切斷。

## 外部連結
- 聯合颱風警報中心 (JTWC)（页面存档备份，存于）
- Météo-France La Réunion 法國氣象局 (RSMC La Réunion)（页面存档备份，存于）
- 世界氣象組織（页面存档备份，存于）